# 고스트 팡팡
고스트 팡팡은 2007년 2월 14일부터 2007년 9월 13일까지 SBS에서 방영된 드라마이다.

## 등장인물
- 최별
- 처녀원령 련
- 조왕각시 령
- 삼신할매 지앙